# Hành vi người tiêu dùng
Hành vi người tiêu dùng  (hay còn gọi thông dụng là thói quen tiêu dùng) là lĩnh vực nghiên cứu các cá thể, tập thể hay tổ chức và tiến trình họ sử dụng để lựa chọn, gắn bó, sử dụng, và thải hồ̀i các sản phẩm, dịch vụ, trải nghiệm, hay ý tưởng để thỏa mãn các nhu cầu và những tác động của các tiến trình này lên người tiêu dùng và xã hội. Môn học này bao hàm kiến thức từ các lĩnh vực như tâm lý học, xã hội học, nhân chủng học, marketing và kinh tế học. Nỗ lực để hiểu được tiến trình ra quyết định của người mua hàng, trên phương diện cá nhân lẫn tập thể như cảm xúc chi phối hành vi mua như thế nào  Nó nghiên cứu đặc điểm của các cá nhân mua hàng như nhân khẩu học hay tính cách và sự biến đổi trong hành vi mua hàng cốt lõi để hiểu được mong muốn của mọi người. Môn học này cũng cố gắng nhận định tầm ảnh hưởng của gia đình, bạn bè, thể thao, xã hội, các nhóm tham chiếu lên khách hàng một cách tổng quát.
Nghiên cứu hành vi khách hàng lấy nền tảng dựa trên hành vi mua của khách hàng, khách hàng đóng 3 vai trò riêng biệt là người sử dụng, người trả tiền và người mua. Nghiên cứu đã chỉ ra rằng rất khó để người ta dự đoán hành vi khách hàng, thậm chí đó là chuyên gia trong lĩnh vực này. Mối quan hệ tiếp thị là một nguồn quý báu ảnh hưởng đến sự phân tích hành vi khách hàng bởi nó có mối quan tâm đến việc tái khám phá ý nghĩa thực sự của việc tiếp thị thông qua việc tái khẳng định tầm quan trọng của khách hàng hay người mua. Một tầm quan trọng to lớn hơn cũng được đặt lên là duy trì khách hàng, quản lý quan hệ khách hàng, personalization, customization và one-to-one marketing. Chức năng xã hội có thế được xếp vào lựa chọn xã hội và phúc lợi xã hội. Mỗi phương pháp kiểm phiếm được giả định là chức năng xã hội nhưng nếu định lý Arrow được sử dụng cho chức năng xã hội, chức năng phúc lợi đạt được. Một vài cụ thể của chức năng xã hội là tính quyết đoán, trung lập, đơn nhất (Kioumarsi et al., 2009).

## Mô hình hộp đen người tiêu dùng
Mô hình hộp đen giúp hình dung sự tương tác của khơi gợi, đặc điểm người tiêu dùng, tiến trình ra quyết định và phản ứng người tiêu dùng . Có thể phân biệt nó giữa khơi gợi giữa các cá nhân và khơi gợi trong các cá nhân  Mô hình hộp đen có liên quan đến lý thuyết hộp đen của môn nghiên cứu hành vi, nơi mà sự tập trung không được đặt bên trong quá trình mua hàng của khách hàng, mà là mối quan hệ giữa khơi gọi và phản ứng của khách hàng. tiếp thị kích thích được lên kế hoạch và xử lý bởi các công ty, trong khi đó môi trường kích thích thì do yếu tố xã hội, dựa trên yếu tố môi trường kinh tế, chính trị và văn hóa trong tùy trường hợp của từng xã hội. Hộp đen người tiêu dùng bao gồm đặc điểm của người mua và tiến trình ra quyết định, xác định phản ứng của họ.
| Yếu tố môi trường         | Yếu tố môi trường                                          | Hộp đen người mua                                       | Hộp đen người mua                                                                         | Phản ứng của người mua                                                            |
| Marketing kích thích      | Môi trường kích thích                                      | Đặc điểm người mua                                      | Tiến trình ra quyết định                                                                  | Phản ứng của người mua                                                            |
| ------------------------- | ---------------------------------------------------------- | ------------------------------------------------------- | ----------------------------------------------------------------------------------------- | --------------------------------------------------------------------------------- |
| Sản phẩm Giá Nơi Xúc tiến | Kinh tế Công nghệ Chính trị Văn hóa Nhân khẩu học Tự nhiên | Thái độ Động lực Nhận thức Tính cách Lối sống Kiến thức | Nhận dạng vấn đề Tìm kiếm thông tin Đánh giá thay thế Quyết định mua Hành vi hậu mua hàng | Lựa chọn sản phẩm Lựa chọn thương hiệu Lựa chọn đại lý Thời gian mua Số lượng mua |

Mô hình hộp đen xem xét phản ứng của người mua như là kết quả của một tiến trình ra quyết định có ý thức, duy lý, giả định rằng người mua có nhận ra được vấn đề. Tuy nhiên, trên thực tế nhiều quyết định mua được đưa ra mà không có nhận thức của người mua về việc xác định vấn đề

## Đánh giá của người tiêu dùng
Lúc này người mua hàng so sánh các thương hiệu và các sản phẩm có trong bộ nhớ của họ. Bộ nhớ sẽ trưng ra các sản phẩm thay thế và được cân nhắc bởi người mua trong suốt quá trình xử lý vấn đề. Đôi khi được gọi đơn giản là quá trình xem xét, bộ nhớ đưa ra các lựa chọn thay thế thường nhỏ hơn so với tổng các lựa chọn thay thế khả thi. Làm sao để một tổ chức tiếp thị có thể gia tăng khả năng thương hiệu của họ sẽ xuất hiện trong bộ nhớ của người tiêu dùng? Người tiêu dùng đánh giá các sản phẩm thay thế dựa trên chức năng và lợi ích tinh thần mà họ cần. Tổ chức tiếp thị cần phải hiểu người tiêu dùng đang tìm kiếm lợi ích gì và do đó thuộc tính nào là quan trọng nhất để người tiêu dùng đưa ra một quyết định. Họ cũng cần xem các nhãn hàng khác mà người tiêu dùng đang nhắm tới để chuẩn bị một kế hoạch cho nhãn hàng của riêng mình.

## Ra quyết định mua
Tiến trình ra quyết định mua gồm 5 bước: Nhận dạng vấn đề, nghĩa là việc người tiêu dùng làm rõ xem họ đang cần gì. Tìm kiếm thông tin, nghĩa là họ tìm kiếm kiến thức, thông tin về sản phẩm. Xem xét lựa chọn thay thế khả dụng, nghĩa là người tiêu dùng sẽ xem xét liệu có sản phẩm nào rẻ hơn hay tốt hơn có mặt trên thị trường không. Đưa ra lựa chọn sản phẩm sẽ mua và cuối cùng là họ sẽ quyết định mua. Năm bước trên cho thấy quá trình mua hoàn chỉnh mà một người tiêu dùng sẽ trải qua, dù họ có nhận ra hay không, nó đều đi qua khi họ mua một sản phẩm.

## Hậu mua hàng
Đánh giá sau khi mua hàng là bước cuối cùng trong trải nghiệm của khách hàng, sau khi mua hàng hóa hoặc dịch vụ.Bước này bao gồm kiểm tra và so sánh chức năng của sản phẩm như giá, nhãn hiệu, và chất lượng. Có thể xem đây là bước để người tiêu dùng đánh giá tương quan xem kỳ vọng của mình với giá trị cảm nhận thực tế, và do đó ảnh hưởng đến họ trong lần mua hàng tiếp theo. Ví dụ, nếu khách hàng mua một chiếc điện thoại mới và nếu anh ta hay cô ta có đánh giá tích cực, anh ta/cô ta sẽ được khuyến khích để mua một món hàng cùng nhãn hiệu từ cùng một công ty trong tương lai. Đây còn được gọi là "ý định hậu mua hàng". Trái lại, nếu người này không hài lòng với chiếc điện thoại, anh ta/côta có thể sẽ hành động để giải quyết vấn đề. Bao gồm yêu cầu hoàn trả lại tiền, than phiền, khiếu nại, hay dừng mua sản phẩm nhãn hiệu đó trong tương lai